# Lago Fontanej
Il lago Fontanej (Füntanej in piemontese) è situato a Pianezza, in provincia di Torino, ad un'altitudine di 326 metri. 

## Geologia
La sua origine viene stimata intorno ai 400.000 anni fa, in seguito al deposito di argilla che ha reso impermeabile una piccola conca morenica scavata dal ghiacciaio ripario; attualmente il lago è alimentato da acque di superficie, prevalentemente fossi di deflusso, e da qualche risorgiva di falda freatica.
Il piccolo specchio d'acqua, nei millenni, ha rischiato più volte di scomparire, ma di recente la zona è stata soggetta ad un intervento di riqualificazione inserito nel progetto “Corona Verde” della Regione Piemonte, i cui fondi hanno permesso di migliorare la naturalizzazione e la fruibilità dell'area che è oggi collegata ad un circuito ciclabile che si snoda su tutto il territorio del Comune di Pianezza.

## Escursionismo e pesca
Un piccolo sentiero delimitato da una cortina di alberi e cespugli costeggia interamente il lago; percorrerlo permette di imbattersi in scorci suggestivi. Nelle adiacenze del laghetto è presente un'ampia area prativa attrezzata con tavoli e panche per il picnic e non lontano sorge il campo volo per aerei in miniatura; su di un lato si trova una cascina che prende il nome da Maria Bricca, eroina popolare pianezzese che nella notte tra il 5 e il 6 Settembre 1706 guidò i soldati piemontesi a guadare la Dora Riparia e a introdursi attraverso una galleria segreta nel castello di Pianezza dove erano di stanza gli ufficiali che coadiuvavano i francesi impegnati nell'assedio di Torino. Di recente è stato avviato un progetto di risistemazione della cascina stessa (di proprietà comunale) che prevede la sua trasformazione in birrificio.
Il Fontanej è una meta abbastanza frequentata dai pescatori, che nel lago possono trovare carpe di medie dimensioni, pesci gatto e lucci. Nell'acqua fioriscono poi numerose ninfee ed anatre folaghe e cormorani sono visitatori abituali del lago.